# Thierry Saussez
Thierry Saussez (Bois-Colombes (Hauts-de-Seine), 8 de fevereiro de 1949) é um conselheiro de comunicação francês.
Foi nomeado em 16 de abril de 2008, em Conselho de ministros de França, como delegado interministerial para comunicação e director dos Serviços de Informação Governamentais.
Conselheiro em comunicação institucional e política, participou em mais de 500 campanhas eleitorais, entre as quais as de Jacques Chirac, Édouard Balladur, Alain Juppé e Nicolas Sarkozy, sendo o que os anglófonos designam por «spin doctor».